# Peri (Corsica)
Peri is een gemeente in het Franse departement Corse-du-Sud (regio Corsica). De gemeente telde 2.042 inwoners op 1 januari 2022.

## Geografie
De oppervlakte van Peri bedroeg op 1 januari 2022 23,65 vierkante kilometer; de bevolkingsdichtheid was toen 86,3 inwoners per km².
De onderstaande kaart toont de ligging van Peri met de belangrijkste infrastructuur en aangrenzende gemeenten.

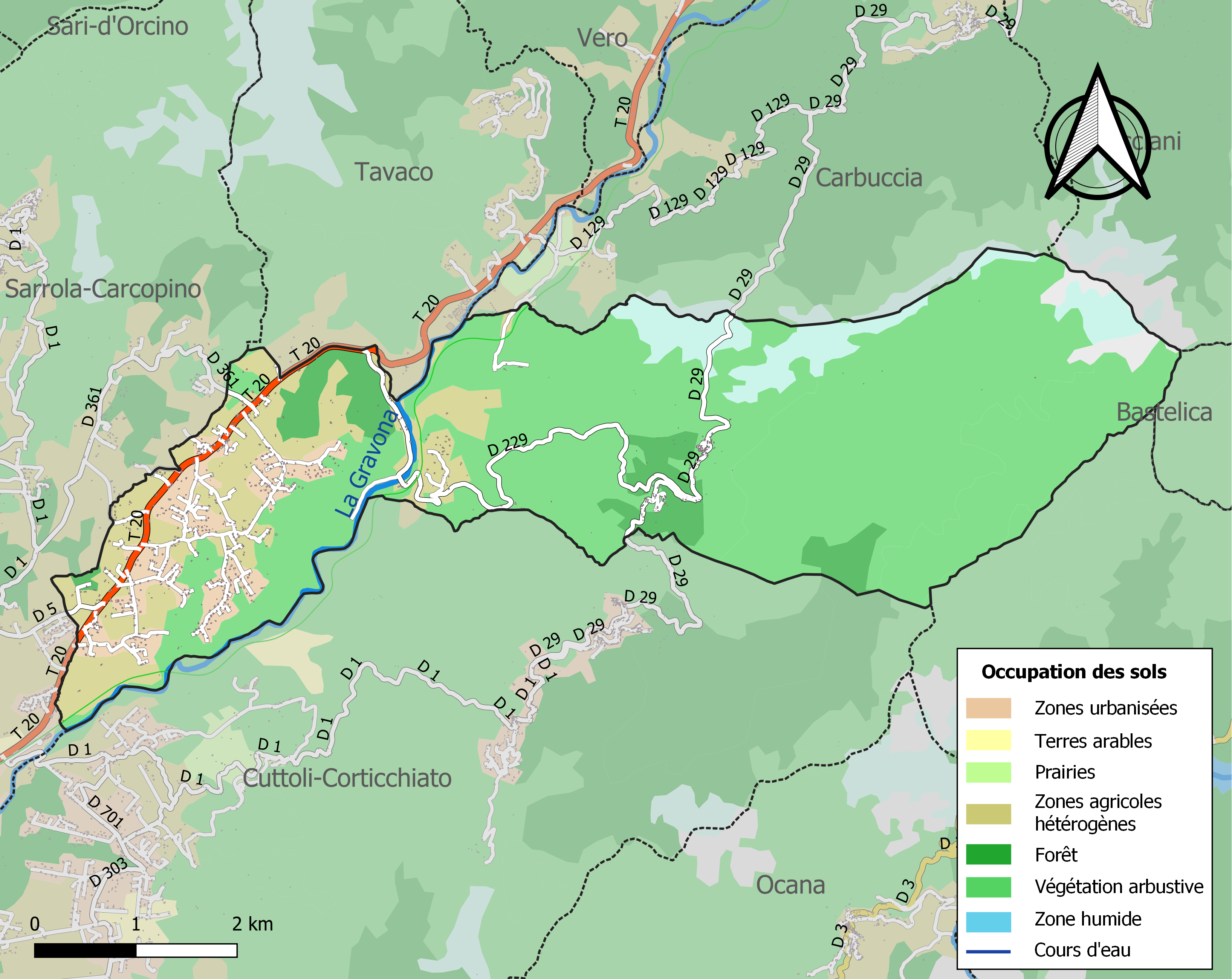

## Demografie
Onderstaande figuur toont het verloop van het inwonertal.
Vanwege een beveiligingsprobleem met de MediaWiki Graph-software is het momenteel niet mogelijk deze grafiek weer te geven. Zodra de software is bijgewerkt zal de grafiek vanzelf weer zichtbaar worden.